# 牛島実常
牛島 実常（うしじま みつね、1880年（明治13年）2月11日 - 1959年（昭和34年）12月1日）は、日本陸軍の軍人。最終階級は陸軍中将。

## 経歴
旧福岡藩士・小学校長の牛島専助の長男として生まれる。1904年10月、陸軍士官学校（16期）を卒業する。同11月、工兵少尉に任官し工兵第8大隊付となる。鉄道大隊補充中隊付を経て、臨時鉄道大隊付として日露戦争に出征。鉄道連隊付を経て、陸軍砲工学校高等科を卒業し、さらに1913年11月、陸軍大学校（25期）を卒業した。
鉄道第1連隊中隊長、陸士教官、近衛師団参謀、参謀本部員、関東都督府付（野戦交通部）、関東軍司令部付、浦塩派遣軍野戦交通部参謀、砲工学校教官、工兵第5大隊長、工兵監部員、第11師団参謀長、陸軍工兵学校教育部長、欧州出張などを経て、1932年8月、陸軍少将に進級した。工兵学校幹事、工兵監部付、工兵学校長などを歴任し、1936年4月、陸軍中将に昇進した。
工兵監を経て、第20師団長として日中戦争に出征。その後、参謀本部付、台湾軍司令官、参謀本部付を経て、1941年1月、予備役に編入された。その後、翼賛副団長兼帝都翼壮団長、帝都国民義勇隊副本部長を務めた。
1947年（昭和22年）11月28日、公職追放仮指定を受けた。

## 栄典
位階
- 1904年（明治37年）12月8日 - 正八位[6]

勲章等
- 1924年（大正13年）5月31日 - 勲三等瑞宝章[7]
- 1939年（昭和14年）9月23日 - 勲一等瑞宝章[8]

## 親族
- 妻 牛島タネ 畑英太郎（陸軍大将）・畑俊六（元帥陸軍大将）の妹[1]